# Jordy van Workum
Jordy van Workum (Hoorn, 17 juli 2000) is een Nederlands schaatser. Hij maakt sinds 2 april 2024 deel uit van het Reggeborgh Marathon Team, gecoacht door Roy Boeve.
van Workum verliet begin 2024 Team Jumbo-Visma door mentale problemen, waar hij sinds 1 mei 2020 deel uit maakte. 

## Biografie
In de jeugdcategorieën behaalde Van Workum meerdere nationale en internationale titels. Hij begon als 9-jarige na een natuurijswinter bij Skeelervereniging Radboud in Medemblik, op de skeelerbaan in Medemblik maakte hij zijn eerste schaatsrondjes en later op de skeelers in het voorjaar.  Na meerdere nationale titels op de schaats en op de skeelers, later ook Europese titels en behaalde hij in 2018 de wereldtitel bij de junioren op het onderdeel 20 km afvalkoers in Arnhem, wat een verrassing was, aangezien hij op het NK in Heerde met de 1000m zwaar was gevallen.
Op de schaats is hij begonnen bij Schaatsvereniging Koggenland, doorgestroomd naar Solid Aqua. In Heerenveen heeft hij zijn CIOS studie afgerond en is daar door het Gewest Fryslân (later RTC Noord) verder opgeleid door coach Wouter van der Ploeg.
Jordy is allround, de 1500 meter is zijn favoriete afstand.

## Persoonlijke records
| Afstand     | Tijd     | Datum            | Baan       |
| ----------- | -------- | ---------------- | ---------- |
| 500 meter   | 36,91    | 27 december 2022 | Heerenveen |
| 1000 meter  | 1.11,32  | 15 januari 2021  | Heerenveen |
| 1500 meter  | 1.45,37  | 28 december 2022 | Heerenveen |
| 3000 meter  | 3.42,89  | 22 oktober 2022  | Heerenveen |
| 5000 meter  | 6.20,62  | 27 december 2022 | Heerenveen |
| 10000 meter | 13.25,20 | 28 december 2022 | Heerenveen |

(laatst bijgewerkt: 28 december 2022)

## Resultaten
| Jaar | NK Afstanden                      | NK Allround           | WK Junioren                           |
| ---- | --------------------------------- | --------------------- | ------------------------------------- |
| 2019 | 25e massastart                    |                       | 7e (41e, 16e, 16e, 5e) 10e massastart |
| 2020 | 17e 1500m 13e massastart          |                       |                                       |
| 2021 |                                   | NC12 (7e, 16e, 7e, -) |                                       |
| 2022 | 13e 1500m 14e 5000m 11e 10000m    | DQ · (4e, 9e, , DQ)   |                                       |
| 2023 | 15e 1500m 7e 5000m 13e massastart | 5e · (, 5e, , 7e)     |                                       |
|      |                                   |                       |                                       |
| 2025 | 8e massastart                     |                       |                                       |

(#, #, #, #) = afstandspositie op juniorentoernooi (500m, 1500m, 1000m, 5000m) of op allroundtoernooi (500m, 5000m, 1500m, 10000m).